# Manfred Borutta

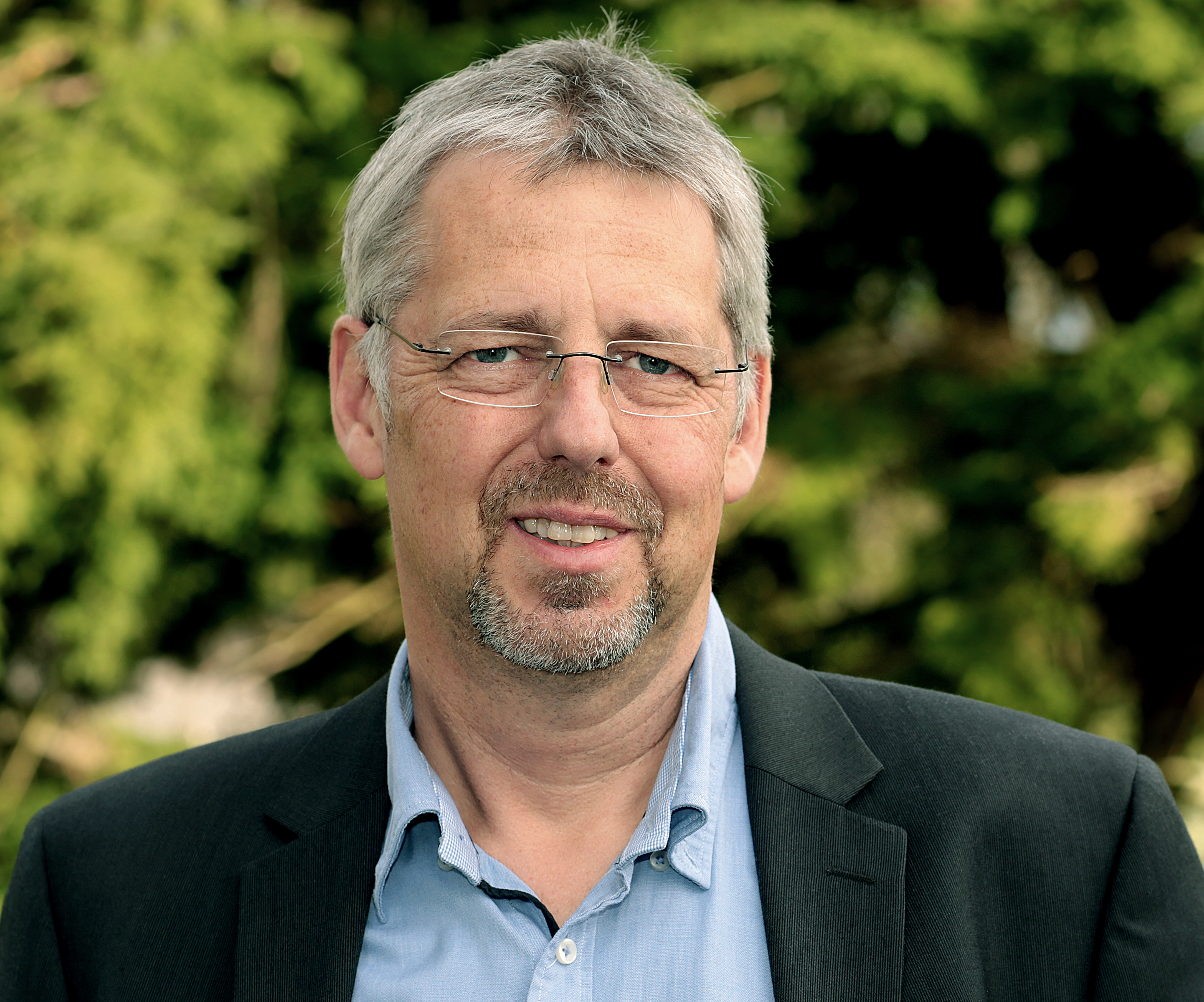
Manfred Borutta

Manfred Borutta (* 1960 in Stolberg (Rheinland)) ist ein deutscher Pflegewissenschaftler (Dr. rer. cur.) und Professor an der Katholischen Hochschule NRW, Abt. Aachen.

## Biografie
Manfred Borutta ist im Kreis Aachen aufgewachsen. Nach der Fachoberschulreife machte er zunächst eine Ausbildung zum Bau- und Möbeltischler in Stolberg. Dann folgten Zivildienst in einem Altenheim und eine Ausbildung zum staatlich anerkannten Altenpfleger. In diesem Beruf arbeitete er insgesamt acht Jahre, u. a. mit gerontopsychiatrisch veränderten und alkoholkranken alten Männern in einem Aachener Altenheim. Mit 30 Jahren wechselte er in die Ausbildung von Altenpflegern, später in die Fort- und Weiterbildungsarbeit mit Pflegekräften und Führungskräften in der Pflege.
Seit seinem 23. Lebensjahr war Manfred Borutta kommunalpolitisch für Bündnis 90/Die Grünen (u. a. als Ratsmitglied, Kreistagsabgeordneter, Vorsitzender des Sozial- und Gesundheitsausschusses im Kreis Aachen und Mitglied in verschiedenen Aufsichtsgremien von kommunalen Krankenhäusern und Senioreneinrichtungen) tätig. Mit 40 Jahren beendete er die kommunalpolitische Arbeit und begann an der Katholischen Hochschule in Köln (damals: KFH) ein nebenberufliches Studium zum Dipl.-Pflegewirt (FH). Dem schloss sich (an der Philosophisch-Theologischen Hochschule in Vallendar) ein Masterstudiengang im Bereich Pflegewissenschaft an. Mit 52 Jahren promovierte Borutta an der Pflegewissenschaftlichen Fakultät der Philosophisch-Theologischen Hochschule Vallendar. Der Titel seiner Doktorarbeit lautet Wissensgenerierung und Wissenszumutung in der Pflege. Systemtheoretische Analyse der normativ geregelten Wissenszumutung pflegewissenschaftlichen Wissens am Beispiel der Einführung von Expertenstandards in der Altenpflege. Sie wurde von Heribert W. Gärtner (Vallendar/Köln) betreut.
Manfred Borutta ist heute Professor für Gerontologie in der Sozialen Arbeit und der Pflege an der Katholischen Hochschule NRW, Abt. Aachen. Er ist Autor zahlreicher Fachbücher über pflegewissenschaftliche und pflegepraktische Themen (u. a. Gewalt und Fixierungen in der Pflege). In seinen Vorträgen und Publikationen setzt er sich kritisch mit dem Spannungsfeld Pflegemanagement – Pflegepraxis – Pflegewissenschaft auseinander. Aus macht- und systemtheoretischen Perspektiven beschäftigt er sich mit Steuerungsillusionen und Wissenszumutungen (wie bspw. der rechtlichen Verpflichtung zur Anwendung von Expertenstandards in der Pflege) im Pflegemanagement und in der Pflegepraxis. Borutta ist an mehreren (EU-geförderten) Projekten im Bereich Pflege und Pflegewissenschaft beteiligt gewesen.

## Werk (Auszug)
- Theorie als Mission. Fest- und Streitschrift zum 60. Geburtstag von Heribert W. Gärtner (Hg. mit Guido Grasekamp, Ruth Ketzer), Tectum, Marburg 2015, ISBN 978-3-8288-3529-0
- Wissensgenerierung und Wissenszumutung in der Pflege. Systemtheoretische Analyse der normativ geregelten Wissenszumutung pflegewissenschaftlichen Wissens am Beispiel der Einführung von Expertenstandards in der Altenpflege, Heidelberg 2012, ISBN 978-3-89670-966-0
- Demenz-Label. Gute Pflege und Betreuung dementiell veränderter Menschen in Pflegeheimen. Ergebnisse und Perspektiven eines Projekts der StädteRegion Aachen (Hg. mit Anika Kaun u. Ulrike Lenzen), Marburg 2012, ISBN 978-3-8288-2996-1
- Projekt PIA – Pflege-Innovationen in der Gesundheitsregion Aachen (Hg. mit Dr. Paul Fuchs-Frohnhofen, Sandra Dörpinghaus u. Christoph Bräutigam), Marburg 2011, ISBN 978-3-8288-2633-5
- Die Prüfkonstrukte des Medizinischen Dienstes in der ambulanten und stationären Pflege. Eine genealogische Analyse der MDK-Prüfkonstrukte (mit Ruth Ketzer), Marburg 2009, ISBN 978-3-8288-9852-3
- INTEGRA – Gute Arbeit und gute Pflege für demenzerkrankte alte Menschen. Ergebnisse und Perspektiven eines Modellprojekts (gem. mit Dr. Paul Fuchs-Frohnhofen und Christine Riesner), Marburg  2008, ISBN 978-3-8288-9440-2
- Risikomanagement. Führungsstrategien für pflegerische Kernbereiche (mit Sascha Saßen und Joachim Lennefer, Volker Großkopf), Vincentz, Hannover 2007, ISBN 978-3-86630-037-8
- Karriereverläufe von Frauen und Männern in der Altenpflege. Eine sozialpsychologische und systemtheoretische Analyse (mit Christiane Giesler), DUV, Wiesbaden 2006, ISBN 978-3-8350-6029-6
- Menschen mit Demenz. Arbeitsschritte zu leistungsgerechten Pflegesätzen, (mit Joachim Lennefer und Gerd Palm), Vincentz, Hannover 2004, ISBN 978-3-87870-490-4
- Pflege zwischen Schutz und Freiheit. Das Selbstbestimmungsrecht verwirrter alter Menschen, Vincentz, Hannover 2000, ISBN 978-3-87870-623-6
- Fixierung in der Pflegepraxis. Alternativen kennen – Selbstbestimmungsrecht achten, Vincentz, Hannover 1994, ISBN 978-3-87870-418-8

Borutta ist darüber hinaus Autor zahlreicher Aufsätze, Fachartikel und Fachexpertisen.